# Noroît (film)
Pour les articles homonymes, voir Noroît.
Pour plus de détails, voir Fiche technique et Distribution.
Noroît est un film français réalisé par Jacques Rivette, sorti en 1976.

## Synopsis
Sur une plage, Morag (Chaplin) pleure sur le corps sans vie de son frère Shane et fait vœu de venger sa mort. Shane a été tué par Giulia (Lafont), chef d'une bande de pirates qui habitent le château de l'île.  Dans la bande de Giulia il y a trois hommes, Jacob, Ludovico et Tugoual. Morag utilise Erika pour espionner le château des pirates et celle-ci est recrutée par Giulia comme garde du corps. Le groupe de pirates de Giulia attaque un bateau et Erika tente d'utiliser la diversion comme occasion pour Morag de poignarder Giulia. Cependant, le complot échoue quand Morag hésite, l'attaque du bateau continue et Jacob est blessé.
Morag utilise le corps de son frère mort comme un piège pour se débarrasser d'une autre alliée de Giulia, Regina. Elle verse du poison sur les lèvres de Shane et le laisse dans le lit de Jacob. Erika et Morag organisent une pièce de théâtre où elles reproduisent le scénario de la mort de Regina. Dans sa rage devant la tournure des événements, Giulia tue un pirate. Elle décide ensuite d'envoyer Jacob pour séduire Erika. Pendant ce temps, Ludovico tente de découvrir l'emplacement d'un trésor secret. Morag est trahie par Erika et la poignarde. Un bal masqué est organisé par Giulia, Morag décide d'y assister et de finalement venger Shane. Dans la bataille entre les deux femmes, elles se tuent l'une l'autre.

## Fiche technique
- Titre : Noroît
- Réalisation : Jacques Rivette
- Scénario : Eduardo de Gregorio et Marilù Parolini d'après La Tragédie du vengeur de Cyril Tourneur
- Photographie :  William Lubtchansky
- Son : Pierre Gamet
- Montage : Nicole Lubtchansky
- Directeur de production : Marc Maurette
- Pays d'origine :  France
- Format : couleur - 1,85:1 - Mono - 35 mm
- Genre : drame
- Durée : 145 minutes
- Date de sortie : 1er janvier 1976

## Distribution
- Bernadette Lafont : Giula
- Geraldine Chaplin : Morag
- Kika Markham : Erika
- Babette Lamy : Regine
- Élisabeth Lafont : Elisa
- Danièle Gégauff : Celia
- Carole Laurenty : Charlotte
- Anne-Marie Fijal : Fiao
- Humbert Balsan : Jacob
- Larrio Ekson : Ludovico
- Anne-Marie Reynaud : Arno
- Georges Gatecloud : Tugoual
- Anne Bedou : Romain
- Marie-Christine Moureau-Meynard : Tony